# GQ Lupi b
GQ Lupi b est une exoplanète ou une naine brune orbitant l'étoile variable de type T Tauri GQ Lupi dont la découverte a été annoncée en avril 2005. C'est, avec 2M1207 b, l'une des premières exoplanètes à avoir été découverte par imagerie directe, le 25 juin 2004 au Very Large Telescope (VLT) à l'observatoire du Cerro Paranal au Chili. GQ Lupi et son compagnon, situés à environ 500 années-lumière, pourraient faire partie du nuage I du Loup.

## Caractéristiques physiques
GQ Lupi b a un type spectral compris entre M6 et L0, ce qui correspond à une température d'environ 2 650 kelvins .
Située à une distance projetée d'environ 100 UA de son étoile parente, lui donnant une période orbitale d'environ 1 200 ans, on l'estime plusieurs fois plus massive que Jupiter. Comme les modèles théoriques utilisés pour prédire les masses planétaires pour les objets des systèmes d'étoiles jeunes comme GQ Lupi b sont provisoires, la masse ne peut être définie - les modèles placent la masse de GQ Lupi b entre une et 36 masses joviennes et. À  la valeur supérieure, GQ Lupi b serait une petite naine brune plutôt qu'une exoplanète. En 2006, le groupe de travail de l'Union astronomique internationale sur les planètes extrasolaires décrit GQ Lupi b comme un « compagnon de masse planétaire possible d'une jeune étoile ».